# Fleromättat fett
Ett fleromättat fett är ett fett där det finns minst två dubbelbindningar i fettsyrornas kolkedjor, det vill säga ett fett som innehåller fleromättade fettsyror. Fleromättat fett kan komma från växter, som t.ex. blommor. Fleromättat fett oxiderar lätt (härsknar) på grund av alla dubbelbindningar. Därför bör mat med fleromättat fett även innehålla antioxidanter som skydd mot den ohälsosamma oxidationen. Avokado, fet fisk, valnötter och kött från idisslare som bara ätit gräs (och inget kraftfoder) är bra källor till fleromättat fett.